# Takifugu reticularis
Takifugu reticularis is een straalvinnige vissensoort uit de familie van kogelvissen (Tetraodontidae). De wetenschappelijke naam van de soort is voor het eerst geldig gepubliceerd in 1975 door Tien, Cheng & Wang.